# Pedro Araya Toro
Pedro Damián Araya Toro (ur. 23 stycznia 1942 w Santiago) – chilijski piłkarz grający podczas kariery na pozycji napastnika.

## Kariera klubowa
Karierę piłkarską Pedro Araya Toro rozpoczął w stołecznym Universidad de Chile w 1962. Z Universidad de Chile czterokrotnie zdobył mistrzostwo Chile w 1962, 1964, 1965 i 1967. W 1967 przeszedł do meksykańskiego San Luis FC.
Ostatnim klubem jego karierze był Atlas Guadalajara, w którym występował w latach 1973-1978.

## Kariera reprezentacyjna
W reprezentacji Chile Araya Toro zadebiutował 14 października 1964 w zremisowanym 1-1 spotkaniu w Copa Carlos Dirttborn z Argentyną. 
W 1966 roku został powołany przez selekcjonera Luisa Álamosa do kadry na Mistrzostwa Świata w Anglii. Na Mundialu Araya wystąpił w dwóch meczach z KRLD i ZSRR.
W 1967 uczestniczył w turnieju Copa América, na którym Chile zdobyło brązowy medal. Na tym turnieju Araya wystąpił w sześciu meczach z Kolumbią (bramka), Wenezuelą, Paragwajem (bramka), Argentyną i Boliwią. Ostatni raz w reprezentacji Araya wystąpił 3 listopada 1971 w wygranym 5-0 meczu Copa Juan Pinto Durán z Urugwajem, w którym zdobył jedną z bramek.
Od 1964 do 1971 roku rozegrał w kadrze narodowej 51 spotkań, w których zdobył 11 bramek.